# Garcinia rubriflora
Garcinia rubriflora är en tvåhjärtbladig växtart som beskrevs av Jacob Gijsbert Boerlage. Garcinia rubriflora ingår i släktet Garcinia och familjen Clusiaceae. Inga underarter finns listade i Catalogue of Life.